# Tournoi de tennis de Bologne
Le tournoi de Bologne est un tournoi de tennis masculin du circuit professionnel ATP qui se déroulait sur moquette dans un premier temps puis sur terre battue après Roland Garros
La première édition date de 1971 et ce tournoi n'existe plus depuis 1998.

## Palmarès messieurs

### Simple
| No | Date       | Nom et lieu du tournoi                    | Catégorie      | Dotation       | Surface         | Vainqueur           | Finaliste           | Score          |                |
| -- | ---------- | ----------------------------------------- | -------------- | -------------- | --------------- | ------------------- | ------------------- | -------------- | -------------- |
| 1  | 15-11-1971 | , Bologne                                 |                | NC $           | Moquette (int.) | Rod Laver           | Arthur Ashe         | 6-3, 6-4, 6-4  |                |
|    | 1972-1973  | Pas de tournoi                            | Pas de tournoi | Pas de tournoi | Pas de tournoi  | Pas de tournoi      | Pas de tournoi      | Pas de tournoi | Pas de tournoi |
| 2  | 11-02-1974 | , Bologne                                 |                | NC $           | Moquette (int.) | Arthur Ashe         | Mark Cox            | 6-4, 7-5       |                |
| 3  | 03-02-1975 | , Bologne                                 |                | 60 000 $       | Moquette (int.) | Björn Borg          | Arthur Ashe         | 7-6, 4-6, 7-6  |                |
|    | 1976-1977  | Pas de tournoi                            | Pas de tournoi | Pas de tournoi | Pas de tournoi  | Pas de tournoi      | Pas de tournoi      | Pas de tournoi | Pas de tournoi |
| 4  | 27-11-1978 | , Bologne                                 |                | 50 000 $       | Moquette (int.) | Peter Fleming       | Adriano Panatta     | 6-2, 7-6       |                |
| 5  | 19-11-1979 | , Bologne                                 |                | 75 000 $       | Moquette (int.) | Butch Walts         | Gianni Ocleppo      | 6-3, 6-2       |                |
| 6  | 17-11-1980 | , Bologne                                 |                | 75 000 $       | Moquette (int.) | Tomáš Šmíd          | Paolo Bertolucci    | 7-5, 6-2       |                |
| 7  | 23-11-1981 | , Bologne                                 |                | 75 000 $       | Moquette (int.) | Sandy Mayer         | Ilie Năstase        | 7-5, 6-3       |                |
|    | 1982-1984  | Pas de tournoi                            | Pas de tournoi | Pas de tournoi | Pas de tournoi  | Pas de tournoi      | Pas de tournoi      | Pas de tournoi | Pas de tournoi |
| 8  | 10-06-1985 | , Bologne                                 |                | 80 000 $       | Terre (ext.)    | Thierry Tulasne     | Claudio Panatta     | 6-2, 6-0       |                |
| 9  | 09-06-1986 | , Bologne                                 |                | 85 000 $       | Terre (ext.)    | Martín Jaite        | Paolo Canè          | 6-2, 4-6, 6-4  |                |
| 10 | 08-06-1987 | , Bologne                                 |                | 89 400 $       | Terre (ext.)    | Kent Carlsson       | Emilio Sánchez      | 6-2, 6-1       |                |
| 11 | 06-06-1988 | , Bologne                                 |                | 93 400 $       | Terre (ext.)    | Alberto Mancini     | Emilio Sánchez      | 7-5, 7-6       |                |
| 12 | 12-06-1989 | , Bologne                                 |                | 93 400 $       | Terre (ext.)    | Javier Sánchez      | Franco Davín        | 6-1, 6-0       |                |
| 13 | 21-05-1990 | , Bologne                                 | World Series   | 225 000 $      | Terre (ext.)    | Richard Fromberg    | Marc Rosset         | 4-6, 6-4, 7-6  |                |
| 14 | 20-05-1991 | , Bologne                                 | World Series   | 225 000 $      | Terre (ext.)    | Paolo Canè          | Jan Gunnarsson      | 5-7, 6-3, 7-5  |                |
| 15 | 18-05-1992 | , Bologne                                 | World Series   | 240 000 $      | Terre (ext.)    | Jaime Oncins        | Renzo Furlan        | 6-2, 6-4       |                |
| 16 | 17-05-1993 | , Bologne                                 | World Series   | 275 000 $      | Terre (ext.)    | Jordi Burillo       | Andreï Cherkasov    | 7-6, 6-7, 6-1  |                |
| 17 | 16-05-1994 | , Bologne                                 | World Series   | 288 750 $      | Terre (ext.)    | Javier Sánchez      | Alberto Berasategui | 7-6, 4-6, 6-3  |                |
| 18 | 22-05-1995 | , Bologne                                 | World Series   | 303 000 $      | Terre (ext.)    | Marcelo Ríos        | Marcelo Filippini   | 6-2, 6-4       |                |
| 19 | 17-06-1996 | Internazionali di Tennis Carisbo, Bologne | World Series   | 303 000 $      | Terre (ext.)    | Alberto Berasategui | Carlos Costa        | 6-3, 6-4       |                |
| 20 | 09-06-1997 | Internazionali di Tennis Carisbo, Bologne | World Series   | 303 000 $      | Terre (ext.)    | Félix Mantilla      | Gustavo Kuerten     | 4-6, 6-2, 6-1  |                |
| 21 | 08-06-1998 | Internazionali di Tennis Carisbo, Bologne | Int' Series    | 315 000 $      | Terre (ext.)    | Julián Alonso       | Karim Alami         | 6-1, 6-4       |                |

### Double
| No | Date       | Nom et lieu du tournoi                    | Catégorie      | Dotation       | Surface         | Vainqueurs                          | Finalistes                           | Score                   |                |
| -- | ---------- | ----------------------------------------- | -------------- | -------------- | --------------- | ----------------------------------- | ------------------------------------ | ----------------------- | -------------- |
| 1  | 15-11-1971 | , Bologne                                 |                | NC $           | Moquette (int.) | Ken Rosewall Fred Stolle            | Frew McMillan Robert Maud            | 6-7, 6-2, 6-3, 6-3      |                |
|    | 1972-1973  | Pas de tournoi                            | Pas de tournoi | Pas de tournoi | Pas de tournoi  | Pas de tournoi                      | Pas de tournoi                       | Pas de tournoi          | Pas de tournoi |
| 2  | 11-02-1974 | , Bologne                                 |                | NC $           | Moquette (int.) | Björn Borg Ove Bengtson             | Arthur Ashe Roscoe Tanner            | 6-4, 5-7, 4-6, 7-6, 6-2 |                |
| 3  | 03-02-1975 | , Bologne                                 |                | 60 000 $       | Moquette (int.) | Paolo Bertolucci Adriano Panatta    | Arthur Ashe Tom Okker                | 6-3, 3-6, 6-3           |                |
|    | 1976-1977  | Pas de tournoi                            | Pas de tournoi | Pas de tournoi | Pas de tournoi  | Pas de tournoi                      | Pas de tournoi                       | Pas de tournoi          | Pas de tournoi |
| 4  | 27-11-1978 | , Bologne                                 |                | 50 000 $       | Moquette (int.) | Peter Fleming John McEnroe          | Jean-Louis Haillet Antonio Zugarelli | 6-1, 6-4                |                |
| 5  | 19-11-1979 | , Bologne                                 |                | 75 000 $       | Moquette (int.) | Peter Fleming John McEnroe          | Fritz Buehning Ferdi Taygan          | 6-1, 6-1                |                |
| 6  | 17-11-1980 | , Bologne                                 |                | 75 000 $       | Moquette (int.) | Balázs Taróczy Butch Walts          | Steve Denton Paul McNamee            | 2-6, 6-3, 6-0           |                |
| 7  | 23-11-1981 | , Bologne                                 |                | 75 000 $       | Moquette (int.) | Sammy Giammalva Jr Henri Leconte    | Tomáš Šmíd Balázs Taróczy            | 7-6, 6-4                |                |
|    | 1982-1984  | Pas de tournoi                            | Pas de tournoi | Pas de tournoi | Pas de tournoi  | Pas de tournoi                      | Pas de tournoi                       | Pas de tournoi          | Pas de tournoi |
| 8  | 10-06-1985 | , Bologne                                 |                | 80 000 $       | Terre (ext.)    | Paolo Canè Simone Colombo           | Jordi Arrese Alberto Tous            | 7-5, 6-4                |                |
| 9  | 09-06-1986 | , Bologne                                 |                | 85 000 $       | Terre (ext.)    | Paolo Canè Simone Colombo           | Claudio Panatta Blaine Willenborg    | 6-1, 6-2                |                |
| 10 | 08-06-1987 | , Bologne                                 |                | 89 400 $       | Terre (ext.)    | Sergio Casal Emilio Sánchez         | Claudio Panatta Blaine Willenborg    | 6-3, 6-2                |                |
| 11 | 06-06-1988 | , Bologne                                 |                | 93 400 $       | Terre (ext.)    | Emilio Sánchez Javier Sánchez       | Rolf Hertzog Marc Walder             | 6-1, 7-6                |                |
| 12 | 12-06-1989 | , Bologne                                 |                | 93 400 $       | Terre (ext.)    | Sergio Casal Javier Sánchez         | Tomas Nydahl Jörgen Windahl          | 6-2, 6-3                |                |
| 13 | 21-05-1990 | , Bologne                                 | World Series   | 225 000 $      | Terre (ext.)    | Gustavo Luza Udo Riglewski          | Jérôme Potier Jim Pugh               | 7-6, 4-6, 6-1           |                |
| 14 | 20-05-1991 | , Bologne                                 | World Series   | 225 000 $      | Terre (ext.)    | Luke Jensen Laurie Warder           | Luiz Mattar Jaime Oncins             | 6-4, 7-6                |                |
| 15 | 18-05-1992 | , Bologne                                 | World Series   | 240 000 $      | Terre (ext.)    | Luke Jensen Laurie Warder           | Javier Frana Javier Sánchez          | 6-2, 6-3                |                |
| 16 | 17-05-1993 | , Bologne                                 | World Series   | 275 000 $      | Terre (ext.)    | Danie Visser Laurie Warder          | Luke Jensen Murphy Jensen            | 4-6, 6-4, 6-4           |                |
| 17 | 16-05-1994 | , Bologne                                 | World Series   | 288 750 $      | Terre (ext.)    | John Fitzgerald Patrick Rafter      | Vojtěch Flégl Andrew Florent         | 6-3, 6-3                |                |
| 18 | 22-05-1995 | , Bologne                                 | World Series   | 303 000 $      | Terre (ext.)    | Byron Black Jonathan Stark          | Libor Pimek Vincent Spadea           | 7-5, 6-3                |                |
| 19 | 17-06-1996 | Internazionali di Tennis Carisbo, Bologne | World Series   | 303 000 $      | Terre (ext.)    | Brent Haygarth Christo van Rensburg | Karim Alami Gábor Köves              | 6-1, 6-4                |                |
| 20 | 09-06-1997 | Internazionali di Tennis Carisbo, Bologne | World Series   | 303 000 $      | Terre (ext.)    | Gustavo Kuerten Fernando Meligeni   | Dave Randall Jack Waite              | 6-2, 7-5                |                |
| 21 | 08-06-1998 | Internazionali di Tennis Carisbo, Bologne | Int' Series    | 315 000 $      | Terre (ext.)    | Brandon Coupe Paul Rosner           | Giorgio Galimberti Massimo Valeri    | 7-6, 6-3                |                |